# Juanicio II de Serbia
Juanicio II (en serbio: Јоаникије II; fl. 1337-1354) fue arzobispo de Serbia entre 1338 y 1346 y primer patriarca de Serbia de 1346 a 1354. Fue elegido arzobispo de Serbia el 3 de enero de 1338. Antes de su elección, se desempeñó como logoteta, canciller real, del Reino de Serbia. Fue elevado a patriarca el Domingo de Ramos, 6 de abril de 1346, para que Juanicio coronara rey a Esteban Dušan como emperador de los serbios en la Pascua de 1346 con la aprobación del patriarca de Tarnovo, arzobispo de Ocrida y la comunidad del Monte Athos. Juanicio continuó una tradición de construcción de iglesias y construyó, entre otras, dos iglesias en Tierra Santa: la Iglesia de san Elías en el Monte Carmelo y la Iglesia de san Nicolás en el Monte Tabor. Juanicio murió el 3 de septiembre de 1354, que es su festividad. Fue enterrado en el monasterio patriarcal de Peć.